# Julien Green
Julian Hartridge Green, o Julien Green (París, França, 6 de setembre de 1900 - París, França, 13 d'agost de 1998), va ser un escriptor estatunidenc autor de diverses novel·les, entre les quals es troben Léviathan (Leviatan) i Each in His Own Darkness (Cada un en la seva pròpia foscor). Va escriure principalment en francès, però no era ciutadà francès.

## Biografia
Julien Green va néixer de pares nord-americans a París, descendint pel costat matern d'un senador confederat, Julian Hartridge (1829-1879), qui més tard va servir com a representant demòcrata de Geòrgia en el Congrés nord-americà, i qui va donar el seu nom a Julien Green. (Green va ser batejat com a «Julian», l'ortografia del qual va ser canviada pel seu editor francès en els anys 1920 per «Julien».)
Nascut al si d'una família protestant, es va convertir al catolicisme el 1916. A l'any següent, als setze, va donar servei voluntari en una ambulància a l'American Field Service. Quan es va descobrir la seva edat el seu allistament va ser anul·lat. Immediatament va firmar amb una unitat d'ambulància de la Creu Roja nord-americana, i quan el seu servei semestral va acabar el 1918, es va allistar a l'exèrcit francès, en el qual va servir com segon tinent d'artilleria fins a 1919. Va ser educat a la Universitat de Virgínia als Estats Units des de 1919 fins a 1922. La seva carrera com una de les principals figures de la literatura francesa del segle xx va començar després de la seva tornada dels EUA, després de la derrota de França. El 1942, va ser enviat a Nova York per treballar a l'Oficina d'informació bèl·lica dels Estats Units. Des d'allí, durant gairebé un any, cinc vegades a la setmana, es dirigiria a França com a part de les transmissions radiofòniques de Veu d'amèrica, treballant, entre d'altres, amb André Breton i Yul Brynner. Green va tornar a França alguns anys després de la finalització de la Segona Guerra Mundial. Un devot catòlic, la major part dels seus llibres se centraven en les idees de la fe i la religió així com la hipocresia. Alguns dels seus llibres es referien als estats del Sud, i ell es va identificar fortament amb la destinació de la Confederació, caracteritzant-se a si mateix, al llarg de la seva vida, com un «sudista». Va heretar aquesta versió de patriotisme de la seva mare, que provenia d'una distingida família meridional. Alguns anys abans del naixement de Julien, quan al pare de Julien li van oferir una elecció de llocs (amb el seu banc) a Alemanya o França, la mare de Julien va instar que elegís França basant-se que els francesos són « gent orgullosa, recentment derrotada en una guerra, i ens entendrem entre nosaltres» (La referència és a la derrota de França l'any 1871 en la Guerra francoprussiana).
A França, tant en vida com en l'actualitat, la fama de Julien Green es basa principalment no en les seves novel·les, sinó en els seus diaris, publicats en deu volums, i que inclouen els anys 1926-1976. Aquests volums llegits àvidament i bé coneguts proporcionen una crònica de la seva vida literària i religiosa, i una finestra única a l'escena artística i literària a París al llarg de mig segle. L'estil de Green, auster i que empra amb gran efecte el passé simple, un temps literari gairebé abandonat per molts dels seus contemporanis francesos, va trobar el favor de l'Académie Française, un fet esmentat en la seva elecció per a cos tan augusto. Green va dimitir de l'Académie poc abans de la seva mort, citant la seva herència i lleialtats nord-americanes.
Mentre que Green va escriure abans que res en idioma francès, també ho va fer en anglès, sent enterament bilingüe. Va traduir algunes de les seves pròpies obres del francès a l'anglès (de vegades, amb l'ajuda de la seva germana, Anne). Una col·lecció d'algunes de les seves traduccions està publicada en Le langage et son double, amb un format de francès-anglès un al costat de l'altre, facilitant la comparació directa. Malgrat ser bilingüe, els texts de Green romanen en gran manera desconeguts al món angloparlant.
Fins ara, tres dels seus llibres s'han convertit en pel·lícules: Léviathan (1962), per a la que ell mateix va escriure el guió, és la més famosa. Adrienne Mesurat (1953) i La Dame de pique (1965) són les altres dues.
Green va ser escollit membre de l'Académie royale de langue et de littérature françaises de Belgique el 1951 i va ser el primer no francès en ser elegit per a l'Académie française. Convenientment, va succeir François Mauriac i assumir la cadira nombre 22 el 3 de juny de 1971. Es creu que tenia doble nacionalitat però de fet, encara que va néixer a París i va escriure gairebé exclusivament en francès, mai no va adoptar la nacionalitat francesa. El president Georges Pompidou li va oferir la ciutadania francesa el 1972 després de l'elecció de Green per a la Académie, però -lleial a l'esperit patriòtic «sudista» que la seva mare li va inspirar- Green la va rebutjar.
Julien Green és el pare adoptiu de l'escriptor de ficció gai, Éric Jourdan. Segons Jourdan, el 1994, Green va decidir traslladar-se a Forlì, a Itàlia, en una casa que va pertànyer a Caterina Sforza, però no va poder dur a terme el projecte, ja que la seva salut no era bona.
Va morir a París i va ser enterrat a l'església parroquial de Klagenfurt Àustria. Aparentment, Green va quedar molt commogut per una estàtua de la Verge María durant una visita que va fer allà el 1990. Posteriorment, va expressar el seu desig de ser enterrat en una de les capelles de l'església.

## Antologia d'obres
- Pamphlet contre les catholiques de France (1924)
- Mount Cinère (1926). ISBN 84-320-7153-6 Mont-cinére, 1981, Editorial Planeta, S.A.
- Suite anglaise (1927). ISBN 84-306-2048-6 Suite anglesa, 1971, Taurus Ediciones
- Le voyageur sur la terre (1927). ISBN 84-7702-009-4 El viatger a la terra, 1988, Valdemar; ISBN 84-7660-073-9 El viatger a la terra; Les claus de la mort (en Català) 1990, Edicions Bromera.
- Adrienne Mesurat (1927). A Espanya: ISBN 84-01-81315-8, Adrienne Mesura 1983, Plaça & Janés Editores, S.A.; ISBN 84-226-3223-3 Adrienne Mesurat 1990, Cercle de Lectors, S.A. i ISBN 84-233-1573-8, Adrienne Mesurat 1987, Edicions Destinació, S.A.
- Un puritain homme de lettres (1928)
- Léviathan (The Dark Journey, 1929). ISBN 84-7979-045-8 Leviatan, 1993, Anaya & Mario Muchnik; ISBN 84-320-7146-3 Leviatan, 1981, Editorial Planeta, S.A.; ISBN 84-347-0059-X Leviatan 1973, Edicions Rodes, S.A.
- L'autre sommeil (1930)
- Épaves (The Strange River, 1932)
- Le visionnaire (The Dreamer, 1934)
- Minuit (Midnight, 1936). ISBN 84-01-30265-X Mitjanit 1979, Plaça & Janés Editors, S.A.; ISBN 84-01-43638-9, Mitjanit 1981, Plaça & Janés Editores, S.A.
- Journals I, II, III (1938-46)
- Varouna (Then Shall the Dust Return, 1940). ISBN 84-7979-085-7 Varuna, 1994, Anaya & Mario Muchnik.
- Memories of Happy Days (1942)
- Si j'étais vous... (If I Were You, 1947). ISBN 84-233-1703-X Si jo fos vostè 1989, Edicions Destinació, S.A.
- Moïra (1950). ISBN 84-320-5513-1, Moira 1971, Editorial Planeta, S.A.
- Sud (1953)
- L'ennemi (1954)
- La malfaiteur (The Transgressor, 1956). ISBN 84-320-6423-8 El malfactor 1980, Editorial Planeta, S.A.; ISBN 84-320-7135-8 El malfactor, 1980, Editorial Planeta, S.A.
- L'ombre (1956)
- Le bel aujour-d'hui (1958)
- Chaque homme dans sa nuit (1960). A Espanya: ISBN 84-233-1645-9 Cada home en la seva nit 1988, Edicions Destinació, S.A.; ISBN 84-01-43071-2, Cada home en la seva nit 1969, Plaça & Janés Editores, S.A.; ISBN 84-08-46195-8 Cada home en la seva nit, 1997, Editorial Planeta, S.A.
- Partir avant li jour (To Leave Before Dawn /The Green Paradise, 1963)
- Mille chemins ouverts (The War at Sixteen, 1964)
- Terre lointaine (Love in America, 1966).
- Les années fáciles (1970)
- L'autre (The Other One, 1971). ISBN 84-7979-204-3 L'altre, 1996, Anaya & Mario Muchnik; ISBN 84-01-30102-5, L'altre, 1972, Plaça & Janés Editores, S.A.
- Qui sommes-nous (1972)
- Ce qui resti du jour (1972)
- Jeunesse (1974). ISBN 84-01-34041-1, Joventut, 1976, Plaça & Janés Editores, S.A.
- La liberté (1974)
- Memories of Evil Days (1976)
- La Nuit des fantômes (1976)
- Le Mauvais lieu (1977)
- Ce qu'il faut d'amour à l'homme (1978)
- Dans la gueule du temps (1979)
- Les Pays lointains (The Distant Lands, 1987). ISBN 84-7735-787-0 Països llunyans 1988, Edicions B, S.A.
- Les Étoiles du sud (The Stars of the South, 1989). A Espanya: ISBN 84-7979-004-0 Les estrelles del sud 1992, Anaya & Mario Muchnik
- Paris (1991). A Espanya: ISBN 84-8191-715-X París, 2005. Editorial Pretexts